# Cobh
Cobh (irsk: An Cóbh), der hed Queenstown fra 1849 til 1920, er en irsk by i County Cork i provinsen Munster, i den sydlige del af Republikken Irland med en befolkning på 12.347 (2011).